# U-616
| U-616                      | U-616                                                          | U-616                                                          |
| -------------------------- | -------------------------------------------------------------- | -------------------------------------------------------------- |
|                            |                                                                |                                                                |
|                            |                                                                |                                                                |
|                            |                                                                |                                                                |
| Під прапором               | Третій рейх                                                    | Третій рейх                                                    |
| Спуск на воду              | 8 лютого 1942 року                                             | 8 лютого 1942 року                                             |
| Виведений зі складу флоту  | 17 травня 1944 року                                            | 17 травня 1944 року                                            |
| Сучасний статус            | затоплений                                                     | затоплений                                                     |
| Проєкт                     |                                                                |                                                                |
| Тип ПЧ                     | Торпедний ДПЧ                                                  | Торпедний ДПЧ                                                  |
| Основні характеристики     |                                                                |                                                                |
| Швидкість (надводна)       | 17,7 вузлів                                                    | 17,7 вузлів                                                    |
| Швидкість (підводна)       | 7,6 вузлів                                                     | 7,6 вузлів                                                     |
| Робоча глибина занурення   | 100 м                                                          | 100 м                                                          |
| Гранична глибина занурення | 220 м                                                          | 220 м                                                          |
| Екіпаж                     | 44 осіб                                                        | 44 осіб                                                        |
| Розміри                    |                                                                |                                                                |
| Довжина найбільша (по КВЛ) | 67,1 м                                                         | 67,1 м                                                         |
| Ширина корпусу найб.       | 6,2 м                                                          | 6,2 м                                                          |
| Висота                     | 9,6 м                                                          | 9,6 м                                                          |
| Середня осадка (по КВЛ)    | 4,70 м                                                         | 4,70 м                                                         |
| Водотоннажність надводна   | 769 т                                                          | 769 т                                                          |
| Озброєння                  |                                                                |                                                                |
| Артилерія                  | одна палубна гармата калібру 88-мм, одна 20-мм зенітна гармата | одна палубна гармата калібру 88-мм, одна 20-мм зенітна гармата |
| Торпедно- мінне озброєння  | 4 носових і один кормовий ТА. 14 торпед або 26 мін             | 4 носових і один кормовий ТА. 14 торпед або 26 мін             |

U-616 — німецький підводний човен типу VIIC, часів Другої світової війни.
Замовлення на будівництво човна було віддане 15 серпня 1940 року. Човен був закладений на верфі суднобудівної компанії «Blohm + Voss» у Гамбурзі 20 травня 1941 року під будівельним номером 592, спущений на воду 8 лютого 1942 року, 2 квітня 1942 року увійшов до складу 8-ї флотилії. Також за час служби перебував у складі 6-ї та 29-ї флотилій
Човен зробив 9 бойових походів, в яких потопив 2 військові кораблі та пошкодив 2 судна.
Потоплений 17 травня 1944 року у Середземному морі північно-західніше Тенеса (36°46′ пн. ш. 00°52′ сх. д. / 36.767° пн. ш. 0.867° сх. д.) глибинними бомбами американських есмінців «Нілдс», «Глівз», «Еллісон», «Макомб», «Гамблтон», «Родмен», «Еммонс» і «Гілларі Джонс» та британського бомбардувальника «Веллінгтон». Всі 53 члени екіпажу врятовані.

## Командири
- Оберлейтенант-цур-зее Йоганн Шпіндлеггер (2 квітня — 7 жовтня 1942)
- Оберлейтенант-цур-зее Зігфрід Койчка (8 жовтня 1942 — 17 травня 1944)

## Потоплені та пошкоджені кораблі[3]
| Назва       | Тип            | Належність      | Дата           | Тоннаж (БРТ) | Вантаж | Статус     | Місце                                                       |
| «Бак»       | есмінець       | США             | 9 жовтня 1943  | 1 570        |        | потоплено  | 39°57′ пн. ш. 14°28′ сх. д. / 39.950° пн. ш. 14.467° сх. д. |
| HMS LCT-553 | десантне судно | Велика Британія | 11 жовтня 1943 | 611          |        | потоплено  | 39°30′ пн. ш. 14°30′ сх. д. / 39.500° пн. ш. 14.500° сх. д. |
| Fort Fidler | вантажне судно | Велика Британія | 14 травня 1944 | 7 127        | Баласт | пошкоджено | 36°45′ пн. ш. 00°55′ сх. д. / 36.750° пн. ш. 0.917° сх. д.  |
| G.S. Walden | танкер         | Велика Британія | 14 травня 1944 | 10 627       |        | пошкоджено | 36°45′ пн. ш. 00°55′ сх. д. / 36.750° пн. ш. 0.917° сх. д.  |